# 深堀町停留場
深堀町停留場（日语：／ Fukaborichō teiryūjō */?）是位於日本北海道函館市柏木町24番地先的函館市交通局（函館市電）湯之川線的鐵路車站。

## 歷史
- 1913年（大正2年）6月29日 - 深堀站開始營業。
- 日期不明 - 改稱為乃木神社前站及再次改稱為深堀站。
- 1950年（昭和25年）11月22日 - 改稱為深堀町站。
- 日期不明 - 分別改稱為深堀町單車場前站及深堀町單車場通站。
- 1952年（昭和27年）6月1日 - 再次改稱為深堀町站。

## 車站構造
- 深堀町站擁有2個月台（側式月台）、2條電車路線（相反方向）。
- 往五稜郭公園前方向的月台較另一個月台長。
- 往湯之川方向的月台則設置了時鐘。

## 車站周邊
- 北海道道83號函館南茅部線
- 駒場小學
- 函館協會醫院
- 獨立行政法人國立醫院機構函館醫院
- 陸上自衞隊函館駐軍基地（第28普通科連隊）
- 函館單車場
- 函館少年監獄
- 函館巴士「深堀町」站

## 相鄰停留場
函館市交通局（函館市電）
湯之川線
競馬場前（DY05）－深堀町（DY06）－柏木町（DY07）

## 外部連結
- 車站情報 - 深堀町（日文）